# تجويف أريمي
التجويف الأريمي (وتسمى أيضًا تجويف الكيسة وانشقاق تجويف أو تجزئة تجويف أو جوف البلاستولة) هو المنطقة الوسط المملوءة بالسائل- في الأريمة والكيسة الأريمية في الثدييات. ويتشكل التجويف الأريمي أثناء التخلق المضغي عندما تنقسم اللاقحة (البويضة المخصبة) إلى العديد من الخلايا من خلال الانقسام المتساوي.